# 归善县

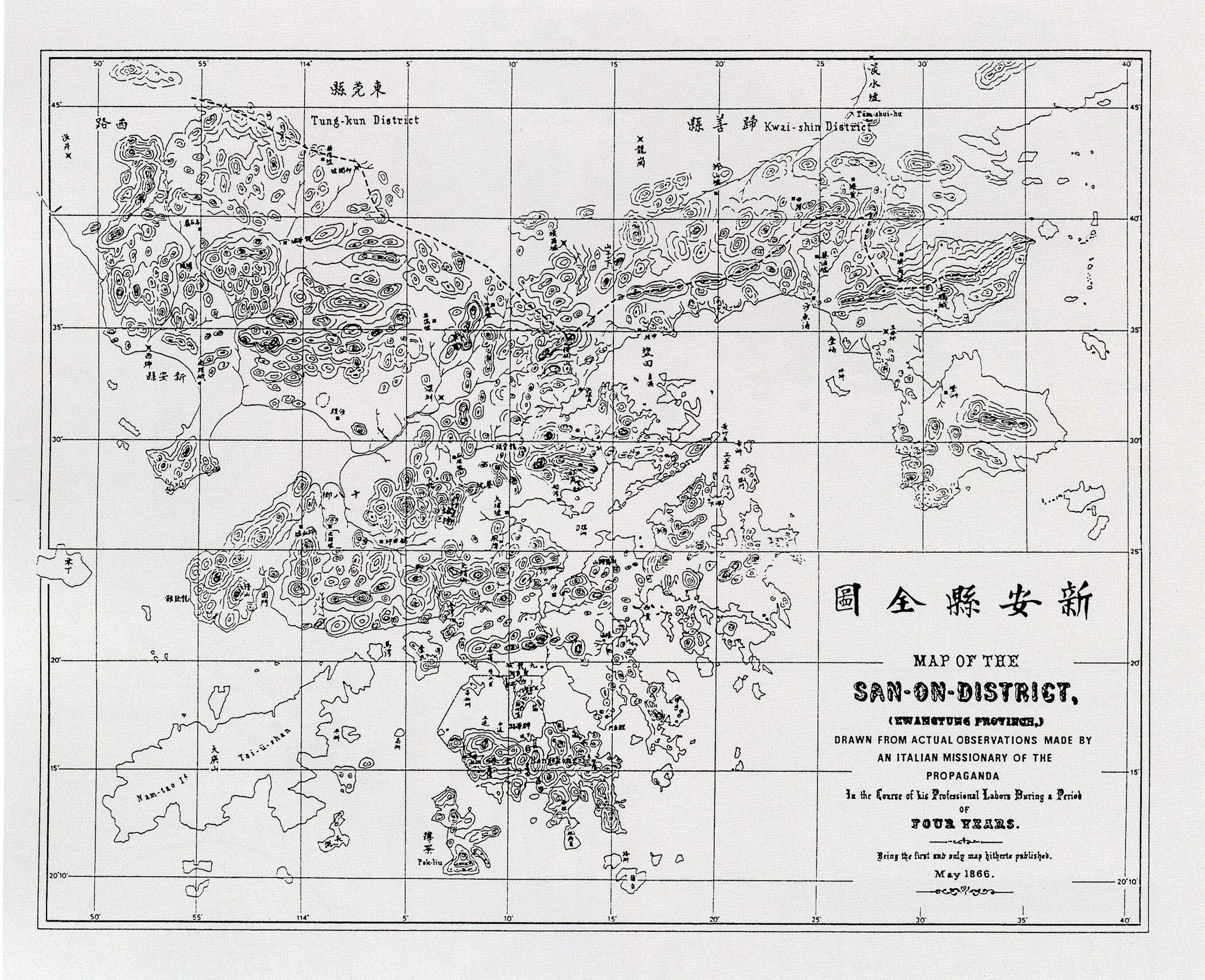
1866年（清同治七年）的《新安縣全圖》，右上角的標記為「歸善縣」，範圍遍及今日的深圳市龍崗區及鹽田區的部份。

归善县，中国古旧县名。明清时，範圍包括今日惠州市的惠城区大部份、仲愷高新區、惠阳区、惠东县全境與深圳市龍崗區及鹽田區的部份，例如：三洲田、淡水墟、龍崗。
南陈祯明三年（589年），怀安县、欣乐县、酉平县三县合置归善县。隋朝开皇十年（590年），合并梁化郡、义安郡、始兴郡、东官郡置循州，归善县为循州治所。宋朝时，属惠州。时有阜民錢監，酉平、流坑二銀塲，永吉、信上、永安三錫塲，三豐鐵塲，淡水鹽塲。元朝时，为惠州路附郭县 。
明初惠州路改惠州府，归善县仍为附郭县。县境南部滨海。東南有平海守禦千戶所，又有內外管理、碧甲二巡檢司。清朝时，仍为惠州府附郭县。考评：衝，繁，難。县境東北歸化山。東南有平海山。東南濱海，中有霞涌、吉頭、澳頭諸港。东江、西江流过。有內外管、平山、平政、平海、碧甲五巡司。比鄰新安縣及東莞縣。民国二年（1913年），歸善縣改为惠阳縣。歸善縣南與新安縣以梧桐山為界。
全縣以客家話為主要語言。該轄區下沿東江的縣鎮包括縣城以惠州話為主要語言，其餘村鎮至今仍以客家話為主要語言，是客家話惠陽口音的所在地及發源地。